# Dammartin-en-Serve
Dammartin-en-Serve är en kommun i departementet Yvelines i regionen Île-de-France i norra Frankrike. Kommunen ligger i kantonen Houdan som tillhör arrondissementet Mantes-la-Jolie. År 2022 hade Dammartin-en-Serve 1 417 invånare.

## Befolkningsutveckling
Antalet invånare i kommunen Dammartin-en-Serve
| Referens: INSEE |